# Sherel Floranus
Sherel Floranus (* 23. August 1998 in Rotterdam) ist ein niederländischer Fußballspieler, der international für Curaçao aufläuft. Der Außenverteidiger steht seit 2023 bei Almere City unter Vertrag.

## Karriere

### Verein
Sherel Floranus begann mit dem Fußballspielen im Süden von Rotterdam bei Rooms Katholieke Sport Vereniging Spartaan 1920, der unter seinem Kurznamen Spartaan ’20 bekannt ist, und wechselte später in die Nachwuchsakademie von Sparta Rotterdam. Für die Profimannschaft kam er – ein halbes Jahr nach der Unterzeichnung seines ersten Profivertrages – während der Saison 2015/16 in der zweiten niederländischen Liga zu seinem ersten Einsatz und stieg zum Ende der Spielzeit mit ihnen in die Eredivisie auf. Sein erstes Spiel in der höchsten niederländischen Spielklasse, in die Sparta Rotterdam nach sechs Jahren zurückgekehrt war, absolvierte Floranus am 13. August 2016 beim 3:0-Auswärtssieg gegen PEC Zwolle, als er in der 85. Minute für Craig Goodwin, dem Torschützen zum 2:0, eingewechselt wurde. Nach anfänglichen Schwierigkeiten erkämpfte er sich einen Stammplatz in der Eredivisie und schaffte nach einem 3:1-Auswärtssieg gegen Go Ahead Eagles Deventer am letzten Spieltag mit dem 15. Tabellenplatz den direkten Klassenerhalt. Auch in der Hinrunde der Folgesaison gehörte Sherel Floranus zu den Stammspielern, saß allerdings in der Rückrunde gelegentlich auch auf der Bank. Als Tabellenvorletzter musste Sparta Rotterdam in die Auf- und Abstiegs-Play-offs, in der sie sich zunächst im Halbfinale gegen den Nachbarn FC Dordrecht durchsetzten, jedoch im Finale dem FC Emmen unterlagen und somit den Gang in die zweithöchste niederländische Spielklasse antreten mussten.
Zur Saison 2018/19 wechselte Floranus zum SC Heerenveen und unterschrieb einen Vertrag mit einer Laufzeit von drei Jahren. Nach anfänglichen Startschwierigkeiten erkämpfte er sich einen Stammplatz, verlor diesen allerdings im Laufe der Rückrunde. Zum Ende der Saison belegte der SC Heerenveen den elften Tabellenplatz. Nach drei Jahren in Heerenveen wechselte er im Sommer 2021 in die Türkei zu Antalyaspor. Nach 30 Ligaspielen in zwei Jahren wechselte er im Sommer 2023 wieder zurück in die Niederlande, wo ihn der Erstliga-Aufsteiger Almere City unter Vertrag nahm.

### Nationalmannschaft
Im Alter von 15 Jahren lief Sherel Floranus erstmals für eine niederländische Auswahlmannschaft auf, als er sechs Partien für die U16-Nationalmannschaft absolvierte. Ab dem 10. September 2014 spielte er elfmal für die U17 (ein Tor) und nahm mit dieser Altersklasse an der Europameisterschaft 2015 in Bulgarien teil, wo er zu zwei Einsätzen kam und mit seiner Mannschaft nach der Gruppenphase ausschied. Nach mindestens einem Einsatz für die niederländische U18 lief Floranus ab dem 12. November 2015 in zehn Spielen für die niederländische U19-Nationalmannschaft auf, verpasste allerdings mit seiner Mannschaft die Qualifikation für die Europameisterschaft 2017. Nach zwei Partien für die U20 im Jahr 2017 debütierte Sherel Floranus am 12. Oktober 2018 im EM-Qualifikationsspiel in Riga gegen Lettland für die U21 der Niederlande.
Aufgrund der Herkunft seiner Familie aus Curaçao ist es ihm auch möglich, für die Nationalmannschaft der Karibikinsel aufzulaufen. Im März 2023 debütierte er dort bei einem Länderspiel gegen Kanada.

## Persönliches
Sherel Floranus ist der Cousin von Jetro Willems, welcher ebenso wie er Fußballspieler ist und auf der Position des Außenverteidigers spielt.